# Bodianus busellatus
Bodianus busellatus Gomon, 2006 è un pesce di acqua salata appartenente alla famiglia Labridae.

## Distribuzione
Proviene dalle barriere coralline delle Isole Pitcairn e Marchesi, nell'oceano Pacifico. Nuota tra i 13 e i 74 m di profondità.

## Descrizione
Raggiunge una lunghezza massima di 31,5 cm. Sul peduncolo caudale è presente un'ampia macchia nera a forma di sella, e il nome busellatus di questo pesce deriva proprio da essa.

## Riproduzione
È oviparo e la fecondazione è esterna; non ci sono cure verso le uova.

## Conservazione
Questa specie viene classificata come "a rischio minimo" (LC) dalla lista rossa IUCN perché non è minacciata da particolari pericoli: infatti viene pescata molto raramente.